# Кожанов, Игорь Владимирович
Игорь Владимирович Кожанов (23 сентября 1983, Чебоксары) — российский учёный-педагог, организатор образования. Ректор ЧГПУ им. И. Я. Яковлева. Доктор педагогических наук, доцент (2013).

## Биография

### Происхождение
Игорь Кожанов родился 23 сентября 1983 года в Чебоксарах. Мать — Марина Борисовна Кожанова; отец — Владимир Виссарионович Кожанов. Прабабушка по материнской линии – Серафима Петровна – помощник заместителя председателя Совета министров Чувашской АССР. Бабушка по материнской линии – Маргарита Варфоломеевна – начальник отдела государственного планирования Чувашской АССР. Дед по материнской линии – Егоров Борис Исаакович (1934—1990) – министр сельского хозяйства Чувашской АССР (1979–1981).
Окончил исторический факультет ЧГПУ им. И. Я. Яковлева (2005), аспирантуру при кафедре истории образования, этнопедагогики и яковлевоведения ЧГПУ им. И. Я. Яковлева (2007).

### Профессиональная деятельность
Кандидат педагогических наук с 2007 года. С 2007 года работает в ЧГПУ им. И. Я. Яковлева; преподавал дисциплины: «Этнопсихология», «Этнопедагогика», «Основы межкультурной коммуникации»; являлся старшим научным сотрудником НИИ этнопедагогики им. академика РАО Г. Н. Волкова, руководителем Центра развития толерантной поликультурной личности, заведующим кафедрой педагогики и психологии ЧГПУ им. И. Я. Яковлева, проректором по научной и инновационной работе вуза.
Окончил докторантуру при кафедре педагогики и психологии (2015). 
Научные исследования связаны с изучением проблем формирования этнической и гражданской идентичности личности в системе непрерывного образования в условиях поликультурной среды.

## Семья
Мать Игоря Кожанова — Марина Борисовна Кожанова — доктор педагогических наук, профессор, проректор по воспитательной работе и социальным вопросам Чувашского государственного педагогического университета им. И.Я. Яковлева; в 2017 году баллотировалась на должность ректора. Марина Кожанова умерла в возрасте 57 лет 2 октября 2017 года после продолжительной болезни.

## Награды
- Стипендия Главы Чувашской Республики «За особую творческую устремленность» (2003, 2005, 2007, 2014),
- Благодарственная грамота МГСУ (2002),
- Лучший молодой ученый Чувашской Республики в области социогуманитарных наук (2014).

## Сочинения
- Формирование национального самосознания у старшеклассников в процессе изучения истории: автореф. дис. ... канд. пед. наук. - Чебоксары, 2007;
- Этнопедагогика в современном учебно-воспитательном процессе непрерывного образования. - Чебоксары, 2008;
- Педагогика поликультурного взаимодействия. - Чебоксары, 2012;
- Педагогическая культура народов Среднего Поволжья. - Чебоксары, 2013;
- 9 учебно-методических пособия и около 80 научных статей.